# Microxydia defixata
Microxydia defixata là một loài bướm đêm trong họ Geometridae.